# Пури (язык)
Пури (Coroado, Puri) — мёртвый индейский язык одноимённого племени пури, относящийся к пурийской группе языковой семьи макро-же.